# 아탈로스 1세
아탈로스 1세(고대 그리스어: Άτταλος Α, 라틴어: Attalos I, 기원전 269년 – 기원전 197년)는 아탈로스 왕조(페르가몬 왕국)의 제2대 국왕(재위 : 기원전 241년 – 기원전 197년)이다. 에우메네스 1세의 둘째 조카이자, 양자로 그의 후계자가 되었다. 구원왕(소테르, Soter)이라고 칭했다.

## 생애
에우메네스 1세의 후계자로 어린 시절부터 아버지와 종군하였다. 어머니는 셀레우코스 왕조의 공주이다. 갈라티아의 공격을 격퇴하고 왕위에 올랐다. 당시 셀레우코스 왕조와 영토 문제로 종종 전쟁이 발발했지만, 기원전 226년까지 안티오코스 히에락스를 3번 물리치고 아나톨리아 지방의 거의 전역을 장악했다. 이때부터 왕국의 위기를 구했다고 자처하고 ‘소테르’(Soter)로 칭하게 되었다. 그러나 정복한 아나톨리아는 기원전 222년까지 거의 모두가 셀레우코스 왕조에 재탈환 당했다.
서쪽으로는 마케도니아 왕국의 필리포스 5세와 영토 문제로 갈등을 겪었다. 따라서 아이톨리아를 원조했으며, 로마와 동맹을 맺고, 마케도니아의 배후를 위협했다. 한니발이 이끄는 카르타고를 마케도니아가 원조하여 제1차 마케도니아 전쟁이 시작되자 동맹을 이유로 전쟁에 참여했다. 이 전쟁에서 큰 전과를 올리지는 못했었지만, 이어 일어난 제2차 마케도니아 전쟁도 같이 참전하여 승리를 눈앞에 두고 병사했다.
그는 문학, 철학, 예술 등을 장려하였고, 이것은 이후의 페르가몬 문화의 초석이 되었다.

## 같이 보기
- 페르가몬 박물관
- 셀레우코스 제국